# Castelo de Warkworth
O Castelo de Warkworth é um edifício medieval arruinado situado na cidade do mesmo nome, no condado inglês de Northumberland. A cidade e castelo situam-se numa curva do rio Coquet, a menos de uma milha da costa nordeste Inglaterra - costa leste. A data de fundação do castelo é incerta: tradicionalmente, a sua construção foi atribuída ao príncipe Henrique da Escócia em meados do século XII, mas outra hipótese indica o rei Henrique II de Inglaterra este quando assumiu o controlo dos condados do norte da Inglaterra. P castelo de Warkworth foi registado pela primeira vez num mapa de 1157-1164, quando Henrique II o doou a Roger fitz Richard. O castelo de madeira foi considerado "fraco", e foi deixado sem defesa quando os escoceses invadiram em 1173.
O filho de Roger, Robert, herdou e melhorou o castelo. Robert foi um dos favoritos do rei João de Inglaterra, e hospedou-o no castelo de Warkworth em 1213. O castelo permaneceu na linha de família, com alguns períodos de tutela quando os seus herdeiros eram ainda muito jovens para controlar as suas propriedades. O rei Eduardo I pernoitou uma noite em 1292, e John de Clavering, descendente de Roger fitz Richard, fez da coroa o seu herdeiro. Com a eclosão das guerras anglo-escocesas, Eduardo II investiu em castelos, incluindo Warkworth, onde financiou o fortalecimento da guarnição em 1319. Por duas vezes, em 1327, os escoceses sitiaram o castelo sem sucesso.
John de Clavering morreu em 1332 e a sua viúva em 1345, altura em que Henry de Percy, 2.º Barão Percy, assumiu o controlo do castelo, tendo lhe sido prometido a propriedade de Clavering por Eduardo III. Henry Percy, 1.º Conde de Northumberland, acrescentou a imponente torre de menagem com vista para a aldeia de Warkworth no final do século XIV. O quarto conde remodelou o edifício no interior e começou a construção de uma colegiada dentro do castelo, mas o trabalho de construção desta novo anexo foi abandonado após a sua morte. Embora Algernon Percy, 10.º Conde de Northumberland, apoiasse o Parlamento durante a Guerra civil inglesa, o castelo foi danificado durante o conflito. O última conde Percy morreu em 1670. Em meados do século XVIII, passou para as mão de de Hugh Smithson, que se casou com a herdeira Percy indirecta. Ele adoptou o nome "Percy" e fundou a dinastia dos duques de Northumberland, pelo qual a posse do castelo descendia.
No final do século XIX, os duques remodelaram o castelo de  Warkworth e Anthony Salvin foi contratado a torre de menagem. Alan Percy, 8.º Duque de Northumberland, entregou a custódia do castelo ao Office of Works em 1922. Desde 1984, o English Heritage tomou conta do local, que é um Listed building de Grau I e um Monumento antigo protegido (Scheduled Ancient Monument).